# Сяка (комуна, Олт)
Сяка (рум. Seaca) — комуна у повіті Олт в Румунії. До складу комуни входить єдине село Сяка.
Комуна розташована на відстані 110 км на захід від Бухареста, 43 км на південний схід від Слатіни, 77 км на схід від Крайови.

## Населення
За даними перепису населення 2002 року у комуні проживали 2340 осіб, усі — румуни. Усі жителі комуни рідною мовою назвали румунську.
Склад населення комуни за віросповіданням:
| Релігія       | Кількість осіб | Відсоток |
| ------------- | -------------- | -------- |
| православні   | 2329           | 99,5%    |
| п'ятдесятники | 8              | 0,3%     |
| адвентисти    | 3              | 0,1%     |

## Зовнішні посилання
- Дані про комуну Сяка на сайті Ghidul Primăriilor